# Барболини, Массимо
Массимо Барболини (итал. Massimo Barbolini, род. 29 августа 1964, Модена, область Эмилия-Романья, Италия) — итальянский волейбольный тренер. 

## Биография
В молодости Барболини играл в волейбол на позиции связующего, но тяжёлая травма, полученная в 20-летнем возрасте, вынудила спортсмена завершить игровую карьеру и перейти на тренерскую работу.
В 1985 году аргентинский специалист Хулио Веласко, возглавивший ВК «Панини» (Модена), пригласил Барболини войти в тренерский штаб команды, в котором он проработал на протяжении 4 лет. За это время «Панини» четырежды подряд выиграл чемпионат Италии, трижды — Кубок Италии, а также Кубок обладателей кубков ЕКВ и трижды подряд становился серебряным призёром Кубка европейских чемпионов. В 1989 Веласко покинул Модену, сосредоточившись на работе с мужской сборной Италии, а Барболини один сезон отработал тренером в Агридженто, а затем (в 1990) назначен главным тренером ВК «Модена», но серьёзных успехов с ней не добился, кроме выигранной «бронзы» Кубка европейских чемпионов 1991, и покинул команду. В 1992—1993 был наставником команды «Олио Вентури» из Сполето.
В 1993 году перешёл в женский волейбол и на протяжении трёх сезонов работал главным тренером в ведущей команде Италии — «Латте Руджада» (Матера), сменив на этом посту Джорджо Барбьери, возглавившего ЖВК «Модена». За эти три года под руководством Барболини команда из Матеры по два раза выигрывала чемпионат и Кубок Италии, а также победила в розыгрыше Кубка европейских чемпионов 1996.
После сезона в команде «Гьерре Рома», Барболини был назначен главным тренером ВК «Сирио» (Перуджа), с которой проработал на протяжении 10 сезонов (1997—2007). За это десятилетие команда из Перуджи трижды становилась чемпионом Италии, четырежды — обладателем Кубка Италии, победителем Лиги чемпионов ЕКВ 2006, а также выигрывала Кубок обладателей кубков ЕКВ 2000 и Кубок ЕКВ (2005 и 2007).
В 2006 году Барболини также возглавил женскую сборную Италии, которую дважды подряд приводил к победе в чемпионатах Европы (2007 и 2009), дважды подряд — к победе в Кубке мира (2007 и 2011), а также выигрывал Всемирный Кубок чемпионов 2009. После неудачи на Олимпийских играх 2012, где итальянки в четвертьфинале уступили команде Южной Кореи 1:3, Барболини покинул национальную сборную.
В 2012 году итальянский тренер уехал в Турцию, где возглавил ВК «Галатасарай», а в 2013 — и сборную этой страны. С национальной командой Турции Барболини в 2014 выиграл Евролигу, но в чемпионате мира того же года занял со сборной лишь 9-е место и ушёл в отставку.
В 2015—2016 — главный тренер итальянской команды «Поми» (Казальмаджоре), с которой выиграл Суперкубок Италии и Лигу чемпионов ЕКВ. В 2016—2017 — главный тренер турецкой «Эджзаджибаши», которую привёл к победе в Лиге чемпионов ЕКВ и в клубном чемпионате мира. В 2017—2020 возглавлял итальянскую команду «Игор Горгондзола» (Новара) — двукратного серебряного призёра чемпионатов Италии, обладателя Кубка (дважды) и Суперкубка страны, победителя Лиги чемпионов ЕКВ 2019.
С 2020 года на протяжении четырёх сезонов работал главным тренером ещё одной команды из Италии — «Савино Дель Бене», с которой дважды становился призёром чемпионатов страны, а также победителем Кубка вызова ЕКВ 2022 и Кубка ЕКВ 2023.
В 2024 выдающийся аргентино-итальянский тренер Хулио Веласко, назначенным наставником женской сборной Италии, пригласил в тренерский штаб национальной команды Массимо Барболини, с которым имел опыт совместной работы в мужском клубе из Модены 2-й половины 1980-х. Под руководством Веласко и при помощи Барболини женская итальянская команда выиграла Лигу наций, а затем уверенно первенствовала на Олимпийских играх в Париже, не потерпев за 6 матчей олимпийского турнира ни единого поражения и отдав соперникам лишь один сет. Это олимпийское «золото» стало первым в истории итальянского волейбола.
В 2025 году в США Барболини возглавлял ВК «Хьюстон» в чемпионате вновь образованной профессиональной League One Volleyball (LOVB). Регулярный чемпионат «Хьюстон» закончил на втором месте, но в плей-офф потерпел поражение в полуфинале и остался без медалей чемпионата. В том же году Барболини назначен главным тренером турецкого «Галатасарая».

## Тренерская карьера

### Мужские команды
- 1985—1989 —  «Панини» (Модена) — серия А1 — тренер;
- 1989—1990 —  «Агридженто» (Агридженто) — серия А2 — тренер;
- 1990—1992 —  «Модена» (Модена) — серия А1 — главный тренер;
- 1992—1993 —  «Олио Вентури» (Сполето) — серия А1 — главный тренер.

### Женские команды
- 1993—1996 —  «Латте Руджада» (Матера) — серия А1— главный тренер;
- 1996—1997 —  «Гьерре Рома» (Рим) — серия А1— главный тренер;
- 1997—2007 —  «Сирио» (Перуджа) — серия А1— главный тренер;
- 2006—2012 —  сборная Италии — главный тренер;
- 2009—2010 —  «Клуб Италия» (Милан) — серия А2 — главный тренер;
- 2012—2015 —  «Галатасарай» (Стамбул) — 1-я женская Лига — главный тренер;
- 2013—2014 —  сборная Турции — главный тренер;
- 2015—2016 —  «Поми» (Казальмаджоре) — серия А1 — главный тренер;
- 2016—2017 —  «Эджзаджибаши» (Стамбул) — Султанлар Лига — главный тренер;
- 2017—2020 —  «Игор Горгондзола» (Новара) — серия А1 — главный тренер;
- 2020—2024 —  «Савино Дель Бене» (Скандиччи) — серия А1 — главный тренер;
- с 2024 —  сборная Италии — тренер.
- 2024—2025 —  «Хьюстон» (Хьюстон) — League One Volleyball — главный тренер;
- с 2025 —  «Галатасарай» (Стамбул) — Султанлар Лига — главный тренер.

## Тренерские достижения
В качестве главного тренера

### С женскими сборными
Италия:
- двукратный победитель розыгрышей Кубка мира — 2007, 2011.
- победитель розыгрыша Всемирного Кубка чемпионов 2009.
- 4-кратный бронзовый призёр Мирового Гран-при — 2007, 2008, 2010.
- двукратный чемпион Европы — 2007, 2009.

 Турция:
- чемпион Евролиги 2014.

### С мужскими клубами
- бронзовый призёр Кубка европейских чемпионов 1991.

### С женскими клубами
- 5-кратный чемпион Италии — 1994, 1995, 2003, 2005, 2007;
  - 3-кратный серебряный (2018, 2019, 2024) и 3-кратный бронзовый (2000, 2002, 2023) призёр чемпионатов Италии.
- 8-кратный победитель розыгрышей Кубка Италии — 1994, 1995, 1999, 2003, 2005, 2007, 2018, 2019.
- двукратный обладатель Суперкубка Италии — 2015, 2017.
- бронзовый призёр чемпионата Турции 2013.

- победитель клубного чемпионата мира 2016;
  - серебряный призёр клубного чемпионата мира 1994.
- 4-кратный победитель Кубка европейских чемпионов/Лиги чемпионов ЕКВ — 1996, 2006, 2016, 2019;
  - серебряный призёр Лиги чемпионов ЕКВ 2004;
  - бронзовый призёр Кубка европейских чемпионов 1994.
- победитель розыгрыша Кубка обладателей кубков ЕКВ 2000.
- 3-кратный победитель розыгрышей Кубка Европейской конфедерации волейбола (ЕКВ) — 2005, 2007, 2023;
  - двукратный бронзовый призёр Кубка ЕКВ  — 2001, 2003.
- победитель розыгрыша Кубка вызова ЕКВ 2022.

## Награды
- Золотая пальмовая ветвь «За технические заслуги» (2019 год).